# Arion obesoductus
Arion obesoductus là một loài sên trong họ Arionidae

## Phân bố
Arion obesoductus đã được mô tả tại Áo. Phạm vi phân bố của Arion obesoductus cũng bao gồm:
- phía nam của Cộng hòa Séc.[3][4][5]